# آرثر أو. باير
آرثر أو. باير (بالإنجليزية: Arthur O. Beyer)‏ هو عسكري أمريكي، ولد في 20 مايو 1909 في Rock Township, Mitchell County, Iowa ‏ في الولايات المتحدة، وتوفي في 16 فبراير 1965 في سانت أنسغار في الولايات المتحدة.